# Deficit unghiular
În geometrie, deficitul unghiular (sau defectul unghiular) înseamnă diferența care trebuie adăugată unor unghiuri pentru a se ajunge la valoarea așteptată de 360° sau 180°, atunci când în planul euclidian aceste unghiuri atât ar trebui să aibă. Noțiunea opusă este excedentul unghiular.
În mod clasic, deficitul apare în două moduri:
- deficitul unui vârf al unui poliedru;
- deficitul unui triunghi hiperbolic;

iar excedentul apare și el în două moduri:
- excedentul unui poliedru toroidal;
- excedentul unui triunghi sferic.

În planul euclidian, unghiurile din jurul unui punct sunt de 360°, în timp ce unghiurile interioare într-un triunghi sunt de 180° (echivalent, unghiurile exterioare sunt de 360°). Însă la un poliedru convex unghiurile de la un vârf au mai puțin de 360°, la un triunghi sferic unghiurile interioare au întotdeauna mai mult de 180° (unghiurile exterioare au mai puțin de 360°), iar unghiurile interioare dintr-un triunghi hiperbolic au întotdeauna mai puțin de 180° (unghiurile exterioare au mai mult de 360°).
În termeni moderni, deficitul la un vârf sau la un triunghi este tocmai curbura în acel punct sau totalul (integrat) pe triunghi, așa cum este stabilit de Teorema Gauss–Bonnet.

## Deficitul unui vârf
Pentru un poliedru, deficitul de la un vârf este egal cu 2π minus suma tuturor unghiurilor de la vârf (unghiurile interioare ale tuturor fețelor în vârful respectiv). Dacă un poliedru este convex, atunci deficitul fiecărui vârf este întotdeauna pozitiv. Dacă suma unghiurilor depășește 2π, atunci deficitul este negativ (există un excedent pozitiv).
Conceptul de deficit se extinde în dimensiuni superioare ca valoare ce trebuie adăugată sumei unghiurilor diedre ale celulelor de la un vârf pentru a se realiza un cerc complet.

## Exemple
Deficitul oricăruia dintre vârfurile unui dodecaedru (în care se întâlnesc trei pentagoane regulate) este de 36°, sau π/5 radiani, sau 1/10 dintr-un cerc. Fiecare dintre unghiurile interioare ale pentagonului măsoară 108°. Deoarece în fiecare vârf se întâlnesc trei dintre acestea, deficitul este de {\displaystyle 360^{\circ }-(108^{\circ }+108^{\circ }+108^{\circ })=36^{\circ }\,}.
Aceeași procedură poate fi urmată și pentru celelalte poliedre platonice:
| Formă      | Numărul vârfurilor | Poligoane care se întâlnesc în fiecare vârf | Deficitul fiecărui vârf                       | Deficitul total                      |
| ---------- | ------------------ | ------------------------------------------- | --------------------------------------------- | ------------------------------------ |
| tetraedru  | 4                  | 3 triunghiuri echilaterale                  | {\displaystyle \pi =180^{\circ }\,}           | {\displaystyle 4\pi =720^{\circ }\,} |
| octaedru   | 6                  | 4 triunghiuri echilaterale                  | {\displaystyle {2\pi \over 3}=120^{\circ }\,} | {\displaystyle 4\pi =720^{\circ }\,} |
| cub        | 8                  | 3 pătrate                                   | {\displaystyle {\pi \over 2}=90^{\circ }\,}   | {\displaystyle 4\pi =720^{\circ }\,} |
| icosaedru  | 12                 | 5 triunghiuri echilaterale                  | {\displaystyle {\pi \over 3}=60^{\circ }\,}   | {\displaystyle 4\pi =720^{\circ }\,} |
| dodecaedru | 20                 | 3 pentagoane regulate                       | {\displaystyle {\pi \over 5}=36^{\circ }\,}   | {\displaystyle 4\pi =720^{\circ }\,} |

## Teorema lui Descartes
Teorema lui Descartes privind „deficitul total” al unui poliedru afirmă că dacă poliedrul este homeomorf cu o sferă (adică echivalent topologic cu o sferă, astfel încât să poată fi deformat într-o sferă prin întindere fără a trebui rupt), deficitul total, adică suma deficitelor tuturor vârfurilor, este de două cercuri complete (720° sau 4π radiani). Poliedrul nu trebuie să fie convex.
O generalizare spune că numărul de cercuri din deficitul total este egal cu caracteristica Euler a poliedrului. Acesta este un caz special al teoremei Gauss–Bonnet care leagă integrala curburii gaussiene de caracteristica Euler. Aici curbura gaussiană este concentrată în vârfuri: pe fețe și margini curbura gaussiană este zero. Integrala curburii gaussiene la un vârf este egală cu deficitul de acolo.
Aceasta poate fi utilizată pentru a calcula numărul V al vârfurilor unui poliedru prin totalizarea unghiurilor tuturor fețelor și adăugarea defectului total. Acest total va fi de un cerc complet pentru fiecare vârf din poliedru. Trebuie avut grijă să se utilizeze caracteristica Euler corectă pentru poliedru.
Inversa acestei teoreme este dată de teorema unicității a lui Alexandrov, conform căreia un spațiu metric care este local euclidian, cu excepția unui număr finit de puncte cu defect unghiular pozitiv, care se adaugă la 4π, poate fi realizat într-un mod unic ca suprafața unui poliedru convex.

## Deficite pozitive pe figuri neconvexe
| Poliedru convex                                                                            |  | Poliedru concav |
| Toate vârfurile, atât ale poliedrului convex, cât și ale celui concav au deficite pozitive |  |                 |

Este tentant de crezut că fiecare poliedru neconvex trebuie să aibă și niște vârfuri al căror deficit este negativ, dar nu este cazul. Două contraexemple sunt micul dodecaedru stelat și marele dodecaedru stelat, care au douăsprezece vârfuri, toate cu deficite pozitive.
Un alt contraexemplu care nu se autointersectează este furnizat de un cub unde o față este înlocuită de o piramidă pătrată: acest compus poliedric (piramidă pătrată alungită) este convexă și deficitele de la fiecare vârf sunt fiecare pozitive. Dacă la același cub piramida pătrată intră în cub în loc să fie lipită de el, compusul este concav, dar deficitele rămân aceleași, pentru că fețele sunt aceleași. Prin urmare toate deficitele sunt pozitive.
Un deficit negativ (excedent) indică faptul că vârful este un punct șa, în timp ce deficitul pozitiv indică faptul că vârful este un punct maxim sau minim local.